# Constantin Cihodaru
Constantin Cihodaru (n. 21 ianuarie 1907, Coșești, Vaslui – d. 4 martie 1994, Iași) a fost un istoric român.

## Biografie
Constantin Cihodaru s-a născut pe 21 ianuarie 1907 într-o familie de răzeși din satul Cosești, comuna Ivănești (Vaslui). A urmat școala primară în satul natal, după care s-a înscris la Liceul Teoretic „Mihail Kogălniceanu”, pe care l-a absolvit în 1928. După ce a trecut examenul de bacalaureat la Liceul Național din Iași, și-a continuat studiile la Facultatea de Litere și Filosofie a Universității ieșene, pe care a absolvit-o în 1931 cu „Magna cum laude”.
A funcționat ca profesor la liceele din Vaslui și Tecuci și ca director al Liceului Național din Iași iar în 1950 a fost chemat la Facultatea de Istorie și Filosofie a Universității „Al.I. Cuza” unde a activat până în 1973, când s-a pensionat. Doctoratul în știinte istorice l-a susținut cu teza Primele formațiuni politice feudale românești în regiunea carpato-danubiană (1949).
Între 1965–1972, a deținut funcția de decan al Facultății de Istorie și Filosofie, iar în perioada 1967–1973, și pe cea de șef al Catedrei de Istorie a României. Ca profesor, a onorat disciplinele "Istoria medievală a românilor", "Istoria Bizanțului", "Introducere în istorie și științele auxiliare" și "Limba și paleografia slavonă".
Concomitent cu activitatea didactică, Constantin Cihodaru a îndeplinit și funcția de șef al Sectorului de istorie medie din cadrul Institutului de istorie și arheologie „A.D. Xenopol” din Iași (1952–1973). Paralel cu munca la catedră, Constantin Cihodaru s-a dovedit a fi un cercetător deosebit de prolific. A fost editor al izvoarelor medievale moldovenești și a colaborat la redactarea unor lucrări precum Tratatul de istorie a României, vol II, la Istoria medie a Romaniei, vol I, la alcătuirea celor două volume privind Istoria Universității din Iași (1960) sau a volumului I din Istoria orașului Iași (1980). De remarcat că cele peste 80 de lucrări științifice se circumscriu, toate, aceluiași scop, definind personalitatea unui medievist ale cărui contribuții s-au impus în istoriografia românească postbelică.
Constantin Cihodaru a trecut în neființă pe 4 martie 1994 și a fost înmormântat la cimitirul „Eternitatea” din Iași.